# Perch (Einheit)
Perch, auch Pole oder Rod, ist ein englisches Längenmaß und wurde (entsprechend der deutschen Rute) in der Land- und Forstwirtschaft als Feldmaß benutzt. Heutzutage findet sie insbesondere noch in Jamaika und Sri Lanka sowie teilweise noch in Queensland als Flächenmaß (kurz für Square Perch) Anwendung.
Die gesetzliche Reichs-Perch oder Standard-Perch war
- 1 Standard-Perch/Rod = 5 ½ Yards = 2229 3/8 Pariser Linien = 5,0291 Meter[1]

Die Forest-Perch/Forest-Pole oder Waldrute war
- 1 Forest-Perch = 7 Yards =2837 1 Pariser Linien = 6,40 Meter

Die Woodland-Perch/Woodland-Pole oder Holzlandrute war
- 1 Woodland-Perch = 6 Yards = 2432 Pariser Linien = 5,50 Meter

Auf den Ionischen Inseln hatte das Maß
- 1 Perch (Rute) = 5,029 Meter[1]

Als Flächenmaß entspricht die Perch 25,29 Quadratmeter beziehungsweise 1/160 Acre.